# Idiophyes garambae
Idiophyes garambae es una especie de coleóptero de la familia Endomychidae.

## Distribución geográfica
Habita en el Congo.